# Kościół pw. Matki Boskiej Królowej Polski w Tychowie
Kościół pw. Matki Boskiej Królowej Polski w Tychowie – zabytkowy kościół filialny, parafii pw. św. Stanisława Kostki w Słonowicach.
Kościół pochodzi z XIV w. Przebudowano go w II poł. XIX w. Dostawiono wówczas od północnego zachodu przybudówkę oraz przy prezbiterium półkolistą zakrystię. Przybudówka, do której prowadzi odrębne wejście, służyła dawniej jako salka katechetyczna, obecnie mieści się w niej kaplica maryjna. Kościół jest jednonawowy z dwukondygnacyjna prostokątną wysoką wieżą, z trójbocznie zakończonym prezbiterium. Portal drzwiowy zamknięty jest ostrym łukiem. W drugiej kondygnacji widać cztery wysokie blendy zamknięte pełnym łukiem, w dwóch z nich znajdują się małe okienka, a pośrodku tarcza zegarowa. Na bocznych ścianach wieży występują po trzy blendy. Okna nawy są ostrosłupowe z współczesnymi witrażami. Kościół posiada emporę ze schodami prowadzącymi na nią przez wieżę.
W świątyni zawieszona jest tablica w języku polskim, angielskim i niemieckim informująca o prowadzonym tutaj nauczaniu w roku 1939 i 1940 dla pastorów, którzy byli w opozycji do Hitlera. Prowadził je Dietrich Bonhoeffer – ewangelicki pastor, oficjalnie przeciwstawiający się ideologii Hitlera. Przez swoje poglądy trafił do obozu koncentracyjnego, gdzie zginął. Przed kościołem znajduje się tablica "Skarby Ziemi Sławieńskiej", informująca o historii i zabytkach w świątyni.